# Gare de Jistebník
La gare de Jistebník est une gare ferroviaire historique située à Jistebník, dans le district de Nový Jičín, en Tchéquie.

## Histoire et patrimoine ferroviaire
La gare est construite durant années 1890, un bâtiment en briques de deux étages (en briques coupées).

## Service des voyageurs

### Accueil
La gare offre un service de billetterie pour passagers des transports terrestres y compris les réservations.